# Mapa T-O

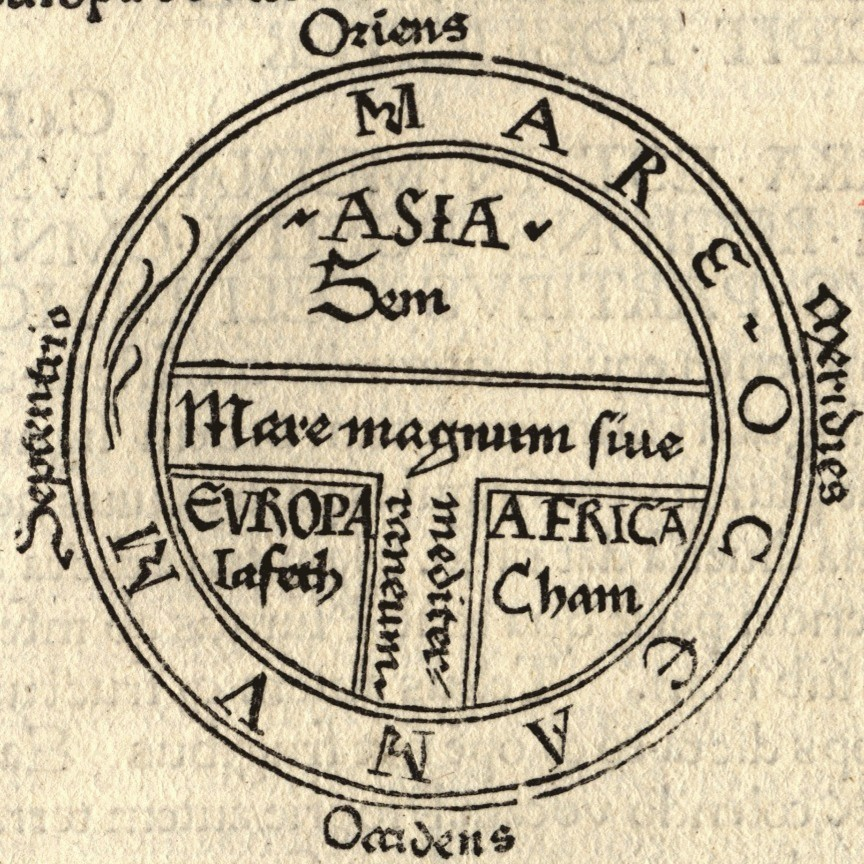
Aquest mapa T–O, de la primera versió impresa de l'Etymologiae d'Isidor, identifica els tres continents coneguts com a poblats per descendents de Sem (Shem), Iafeth (Jafet) i Cham (Ham).

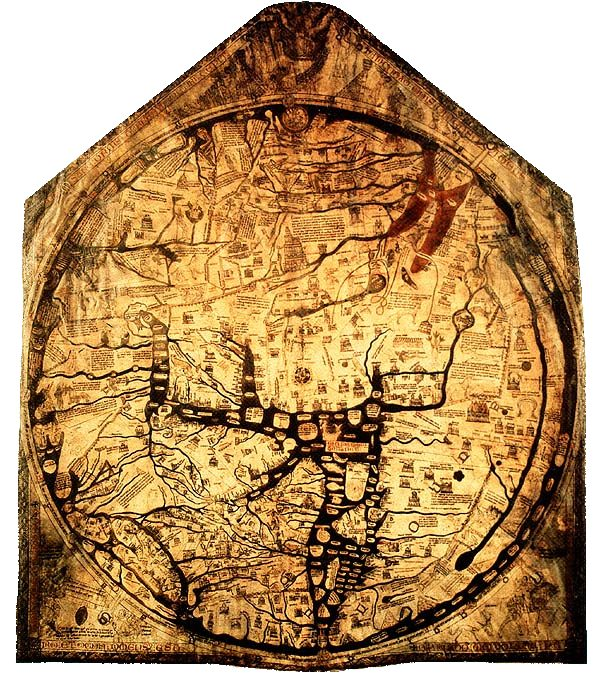
The Hereford Mappa Mundi, ca. 1300 dC, catedral de Hereford, Anglaterra. Un mapa clàssic "TO" amb Jerusalem al centre, a l'est cap a la part superior, Europa a la part inferior esquerra i Àfrica a la dreta.

Un mapa T–O o mapa O–T  (orbis terrarum, orbe => cercle de les terres; amb la lletra T dins d'una O), també conegut com Isidorian map, és un tipus de mapamundi primitiu que representa geografia mundial tal com va descriure per primera vegada l'erudit del segle VII Isidor de Sevilla (c. 560–636) en el seu De Natura Rerum i més tard en el seues Etymologiae (c. 625)
Un manuscrit posterior va afegir els noms dels fills de Noé ( Sem, Jafet i Cam ) per a cadascun dels tres continents (vegeu la terminologia bíblica per a la raça). Una variació posterior amb més detall és el mapa de Beatus dibuixat per Beat de Liébana, un monjo de la Tarraconensis del segle VIII, en el pròleg del seu Comentari a l'Apocalipsi.

## Descripció d'Isidor de Sevilla
De Natura Rerum, Capítol XLVIII, 2 (traducció):
 Així, la terra es pot dividir en tres costats (trifarie), dels quals una part és Europa, una altra Àsia i la tercera s'anomena Àfrica. Europa està dividida d'Àfrica per un mar del final de l'oceà i els pilars d'Hèrcules. I Àsia està dividida de Líbia amb Egipte pel Nil... A més, Àsia –com deia el benaventurat Agustí– va del sud-est al nord... Així veiem que la terra es divideix en dos per comprendre, d'una banda. d'Europa i Àfrica, i de l'altra només Àsia.
Etymologiae, capítol 14, de terra et partibus (Llatí): 
Orbis a rotunditate circuli dictus, quia sicut rota est […] Undique enim Oceanus circumfluens eius in circulo ambit fines. Divisus est autem trifarie: e quibus una pars Asia, altera Europa, tertia Africa nuncupatur.
Català: El món s'anomena orbis per la rodonesa del cercle, perquè és com una roda […] Perquè l'oceà, fluint al seu voltant per totes bandes, envolta les seves vores en cercle. Es divideix en tres parts: una part s'anomena Àsia, l'altra Europa i la tercera Àfrica.
Etymologiae, capítol 14, de terra et partibus (traducció):
La massa [habitada] de terra sòlida es defineix rodona segons la rodonesa d'un cercle, perquè és com una roda […] Per això, l'Oceà que flueix al seu voltant està contingut en un límit circular, i es divideix en tres parts, una part anomenada Àsia, la segona Europa i la tercera Àfrica.

## Història i descripció

### Concepte de la Terra esfèrica
Encara que Isidor de Sevilla ensenyava a les Etimologiae que la Terra era "rodona", el seu significat era ambigu i alguns escriptors pensen que es referia a una Terra en forma de disc. Tanmateix, altres escrits d'Isidor deixen ben clar que considerava la Terra amb forma esfèrica . De fet, la Terra esfèrica havia estat la suposició acadèmica predominant des d'almenys Aristòtil, que havia delineat un clima fred als pols, un clima tòrrid prop de l'equador i un clima temperat més habitable entremig.

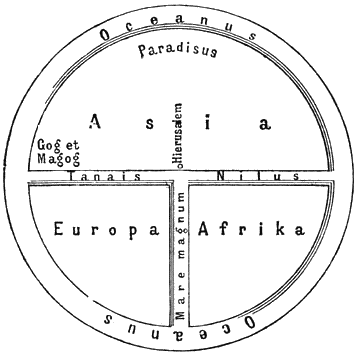
Reconstrucció ideal de mapes del món medieval (de Meyers Konversationslexikon, 1895)

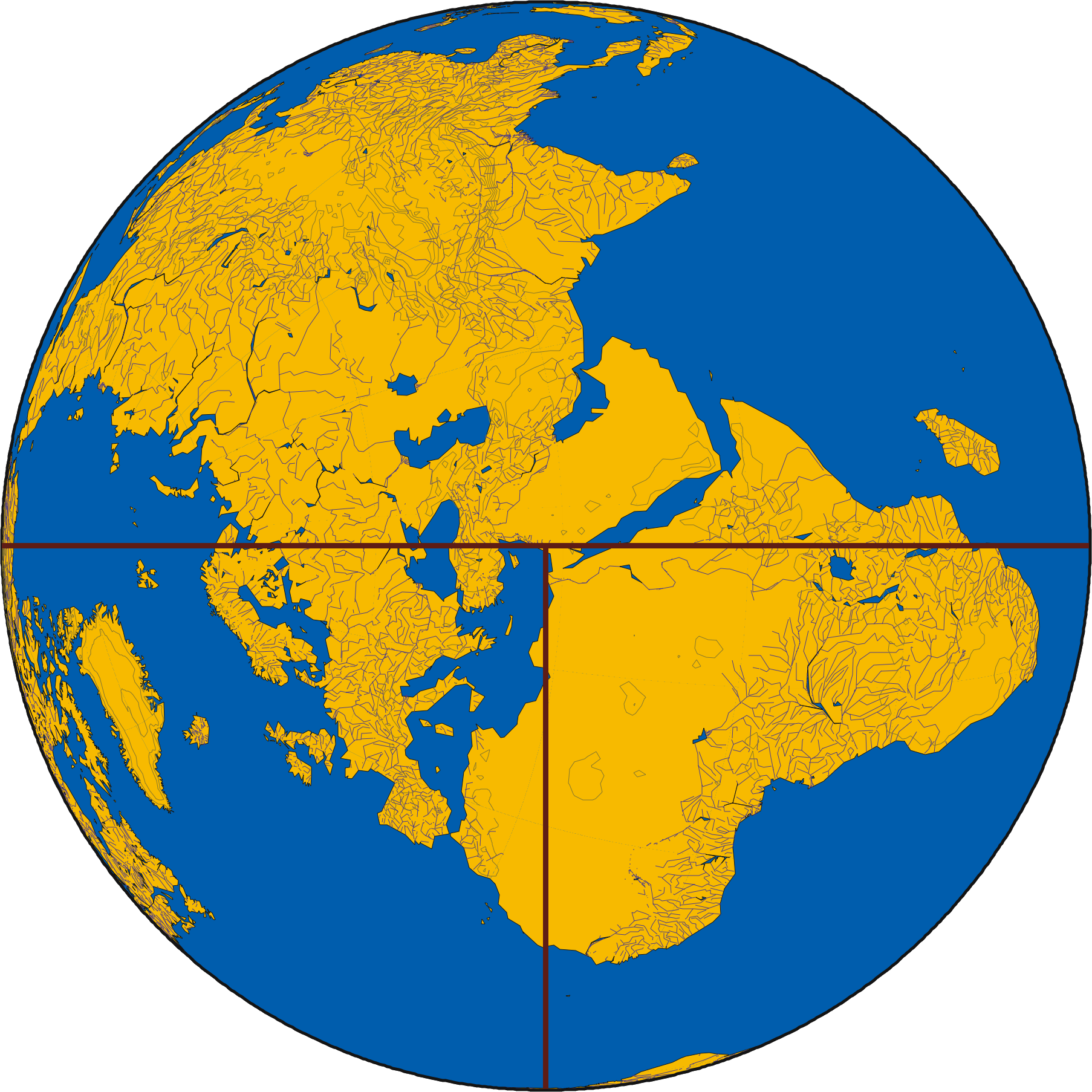
Un mapa "TO" fet amb cartografia moderna

El mapa T–O representa només la meitat de la Terra esfèrica, presumiblement una projecció convenient de la regió temperada del nord coneguda. Es creia que ningú podia travessar el tòrrid clima equatorial i arribar a les terres desconegudes del sud, les antípodes .

### Límits, centre i orientació
La T és el Mediterrani, el Nil i el Don (antigament anomenat Tanais) que divideix els tres continents, Àsia, Europa i Àfrica, i la O és l'oceà que l'envolta. Jerusalem es representava generalment al centre del mapa com el melic del món, l'umbilicus mundi . Àsia solia tenir la mida dels altres dos continents junts.
Com que el Sol va surt de l'est, el Paradís (el Jardí de l'Edèn) es representava generalment com a Àsia, i Àsia es trobava a la part superior del mapa.

### Detalls addicionals
Aquest tipus de cartografia medieval qualitativa i conceptual podia produir mapes extremadament detallats o també representacions senzilles. Els mapes més antics tenien assenyalades només algunes ciutats i les masses d'aigua més importants . Tanmateix, els quatre rius sagrats de Terra Santa sempre hi eren presents.
Hi havia altre material cartogràfic, que representava eines més útils per al viatger, eren l'itinerarium, que enumerava per ordre els noms de poblacions entre dos punts, i el periplus que feia el mateix per als ports i les fites marcades de les coste.
Els mapes posteriors del format conceptual T-and-O presentaven molts rius i ciutats d'Europa oriental i occidental, i altres característiques trobades durant les croades . També es van afegir il·lustracions decoratives a part de les noves característiques geogràfiques. Les ciutats més importants estaven representades amb esbossos de fortificacions i torres a part dels seus noms, i els espais buits s'omplien amb criatures mítiques.

## Galeria

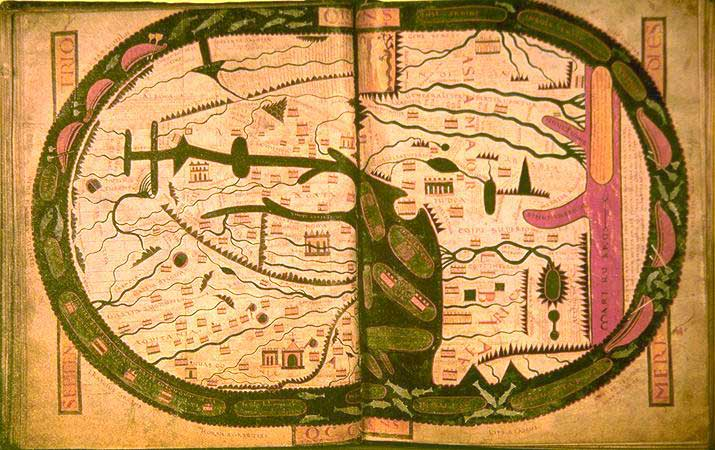
El mapa del món del Sant-Sever Beatus, que data de ca. 1050 dC.
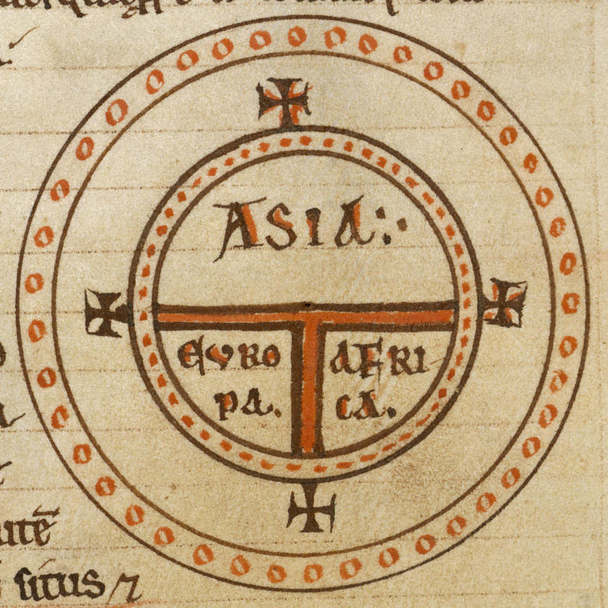
A partir d'un còpia d'Etimologiae del segle XII
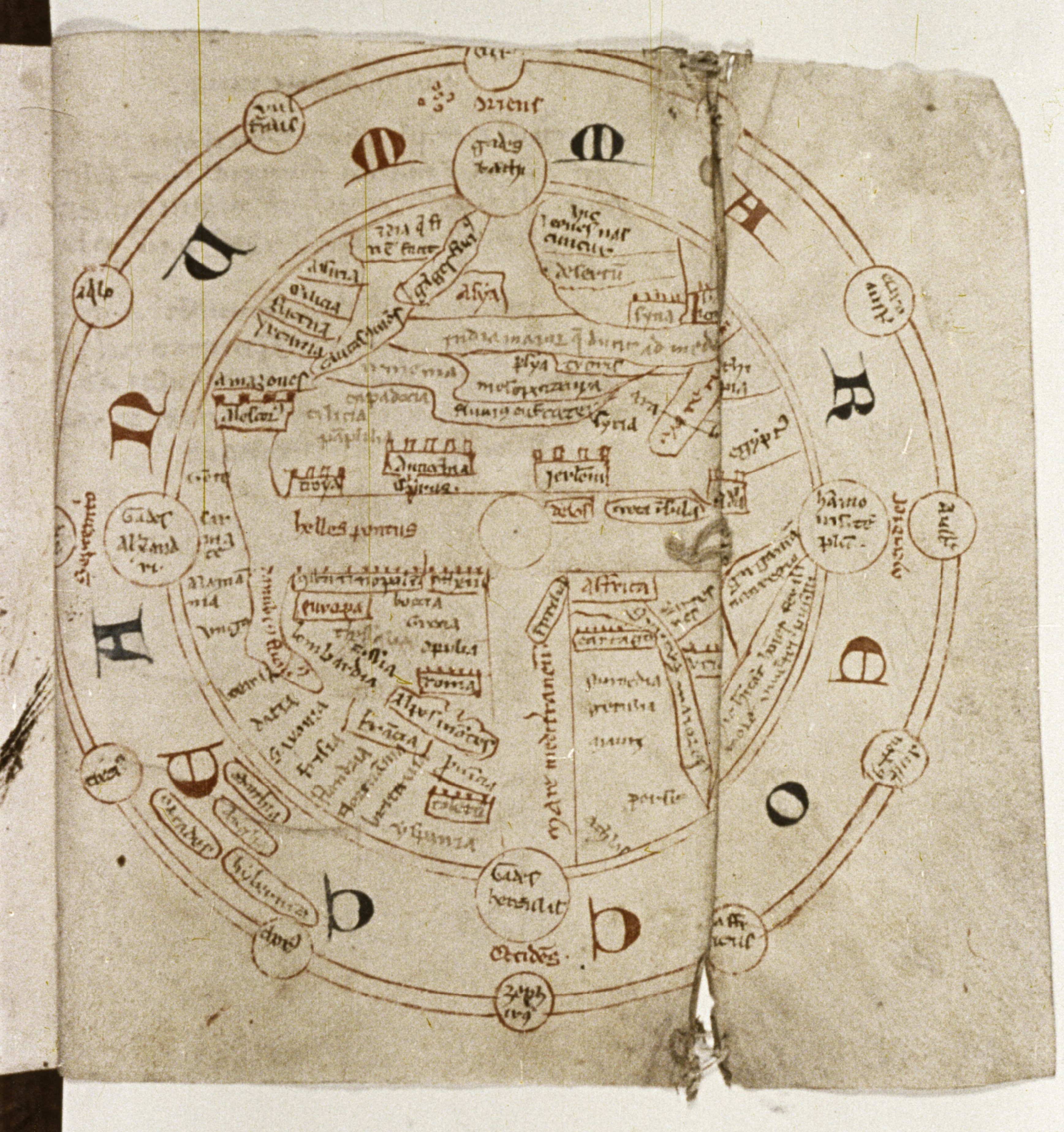
Mapa centrat a Delos segons la tradició grega, d'un manuscrit francès d'Enric de Huntingdon, finals del segle XIII
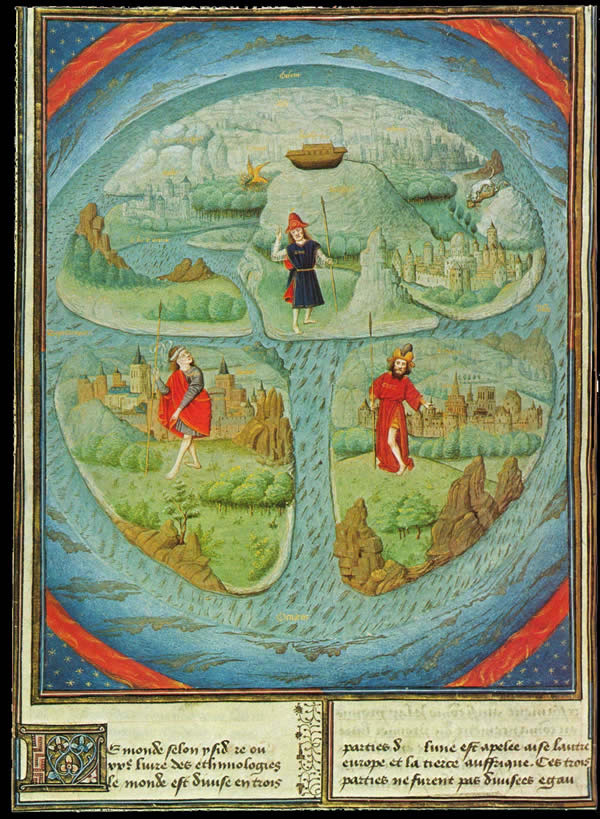
Mapamundi a La Fleur des Histoires, 1459–1463.
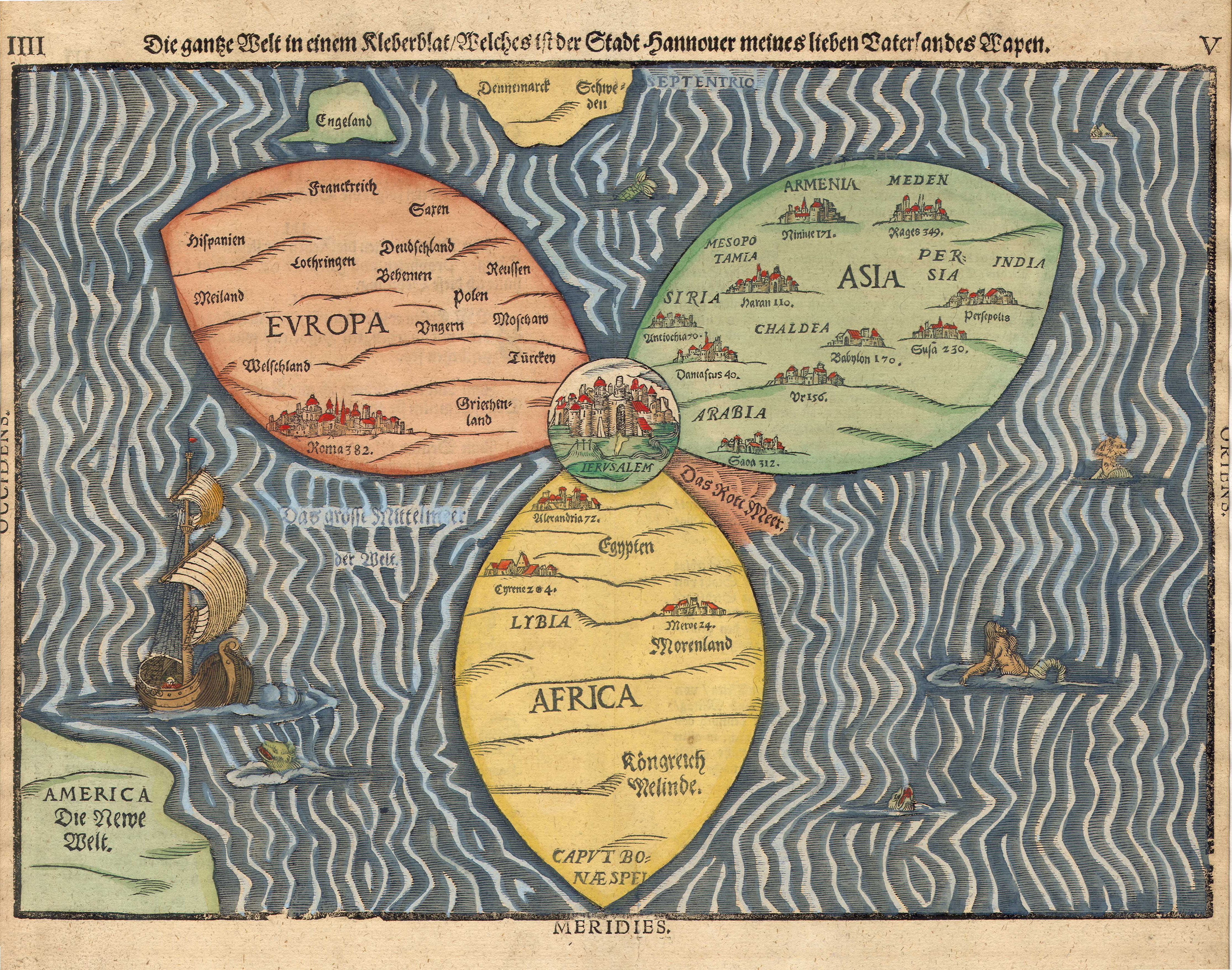
El mapa de trèvol Bünting. Una xilografia de 1581, Magdeburg. Jerusalem es troba al centre, envoltada d'Europa, Àsia i Àfrica.
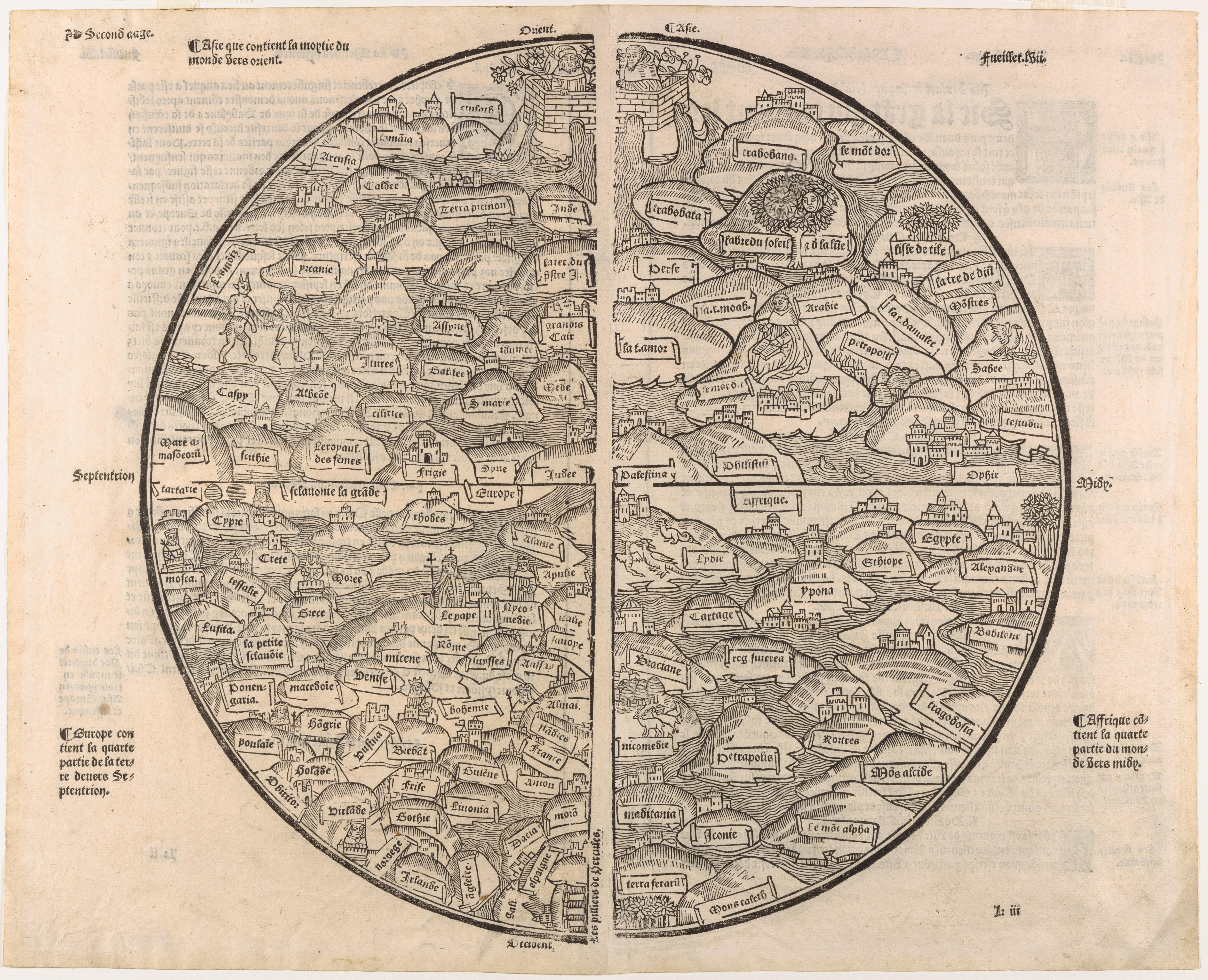
Desconegut, mapa del món Mer des hystoires, 1491, seguint el model del mapa TO, centrat a Jerusalem amb Orient (la ubicació bíblica del Paradís) a la part superior.
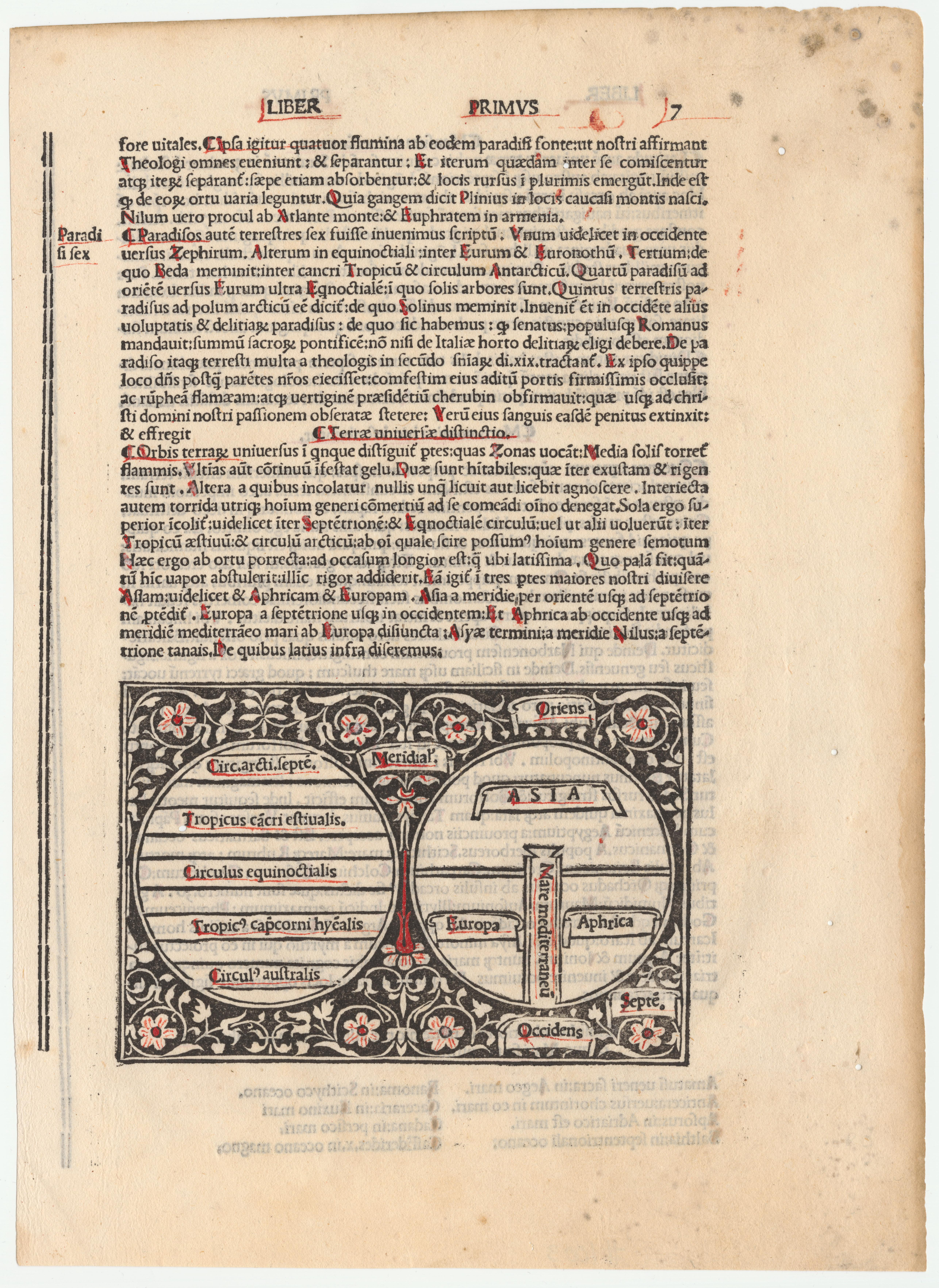
A la part esquerra del full hi ha un mapa zonal o climàtic, que comunica informació geogràfica. A la dreta hi ha un mapa "TO". Per Jacobus Philippus Bergomensis
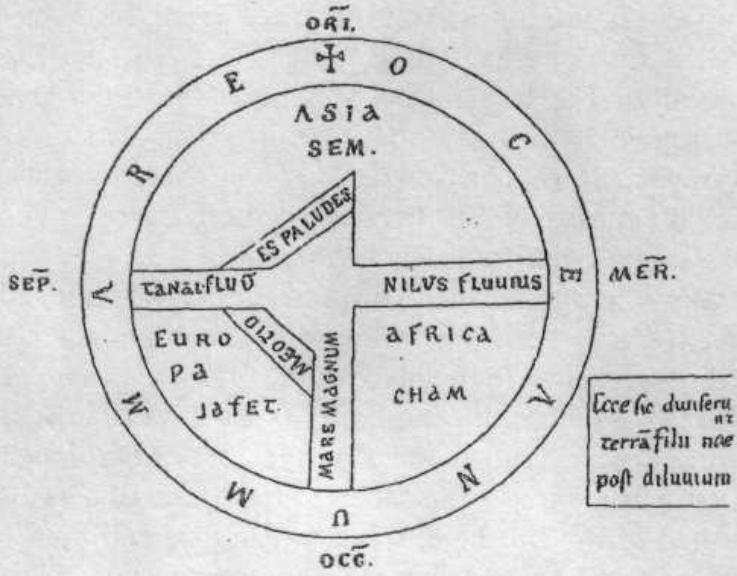
Mapa del manuscrit de Sant Gall Isidor
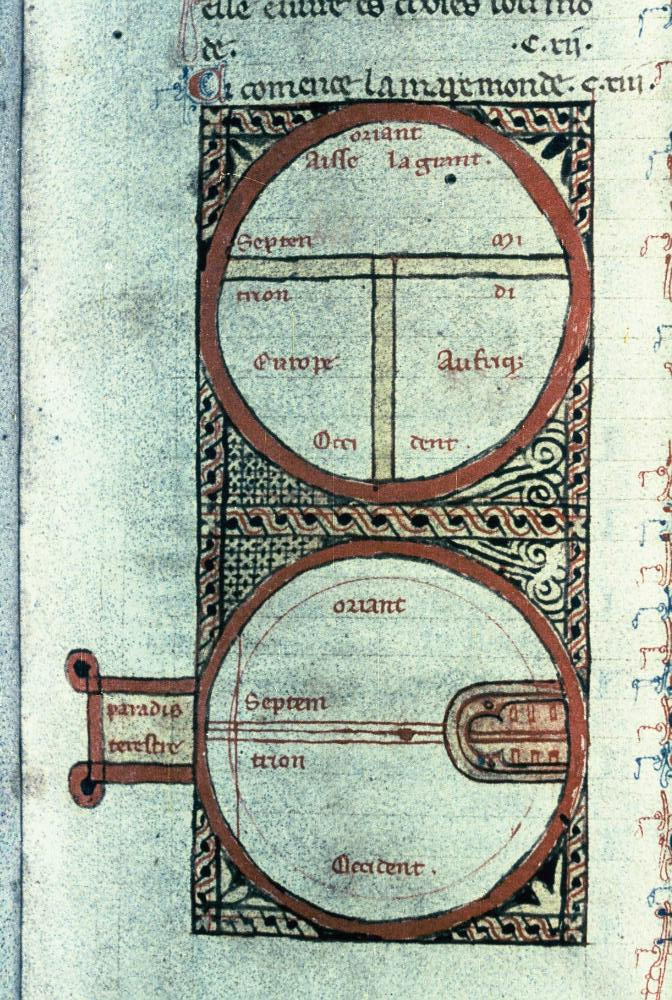
Mapa T i O del manuscrit flamenc de Brunetto Latini, Le Livre dou Tresor, principis del segle XIV

## Altres visions del món
- Terra plana, visió del món
- Mapamundi, mapa del món medieval
- Mapa del món babilònic